# Лондонски маратон 2014.
Лондонски маратон 2014. године одржао се у недељу 13. априла 2014. године. Био је 34. годишњи маратон са великим бројем учесника и други Велики светски маратон у години.
Трку у елитној мушкој конкуренцији освојио је Кенијац Вилсон Кипсанг, а трку у женској конкуренцији освојила је Кенијка Една Киплагат. У трци за особе са инвалидидитетом победио је Марсел Хуг, а у женској конкуренцији Американка Татјана МекФаден. Кипсанг и МекФаден постигли су коначан резултат.

## Опис трке
Маратон 2014. године је одржан 13. априла 2014. године. Један је од маратона на којем је учествовао највећи број људи у историји Лондонског маратона. Трка је почела код Гринича у југоисточном Лондону, пролазећи поред многих знаменитости Лондона, а завршавајући се код лондонског Мела.

## Резултати

### Елитне трке
Мушка конкуренција
| Пласман | Такмичар        | Националност | Време         |
| ------- | --------------- | ------------ | ------------- |
| 1       | Вилсон Кипсанг  | KEN          | 02:04:29 сати |
| 2       | Стенли Бивот    | KEN          | 02:04:55 сати |
| 3       | Тсегаје Кебаде  | ETH          | 02:06:30 сати |
| 4       | Ајеле Абсхеро   | ETH          | 02:06:31 сати |
| 5       | Тсегаје Меконен | ETH          | 02:08:06 сати |
| 6       | Џофри Мутаи     | KEN          | 02:08:18 сати |
| 7       | Емануел Мутаи   | KEN          | 02:08:19 сати |
| 8       | Мо Фара         | GBR          | 02:08:21 сати |
| 9       | Фејжа Лилеса    | ETH          | 02:08:26 сати |
| 10      | Рајан Вејл      | USA          | 02:10:57 сати |

Женска конкуренција
| Пласман | Такмичарка            | Националност | Време    |
| ------- | --------------------- | ------------ | -------- |
| 1       | Една Киплагат         | KEN          | 02:20:21 |
| 2       | Флоренс Киплагат      | KEN          | 02:20:24 |
| 3       | Тернунеш Дијабаба     | ETH          | 02:20:35 |
| 4       | Фејж Тадесе           | ETH          | 02:21:42 |
| 5       | Аберу Кабеде          | ETH          | 02:23:21 |
| 6       | Џесика Огусто         | POR          | 02:24:25 |
| 7       | Татјана Хамера-Шмирко | UKR          | 02:25:30 |
| 8       | Ана Дулс Феликс       | POR          | 02:26:46 |
| 9       | Тики Гелана           | ETH          | 02:26:58 |
| 10      | Лиудмила Коваленко    | UKR          | 02:31:31 |